# New York – Penn League
Die New York-Penn League ist eine Minor-League-Baseball-Liga, die im Nordosten der Vereinigten Staaten tätig ist. Sie ist als Class A Short Season Liga eingestuft. Die Saison beginnt im Juni, nachdem die MLB-Teams ihre Draft-Picks unter Vertrag genommen haben und endet Anfang September.
Seit der Saison 2018 umfasst die Liga 14 Mannschaften aus acht verschiedenen Staaten. Neben New York und Pennsylvania, von denen die Liga ihren Namen hat, hat die NYPL auch Clubs in Maryland, Massachusetts, Ohio, Vermont, West Virginia und Connecticut.

## Geschichte
Die Liga wurde 1939 unter dem Namen Pennsylvania – Ontario – New York League in einem Hotel in Batavia, New York, gegründet. Diese wurde in der Regel auf PONY League verkürzt. Die Hamilton Red Wings beendeten Anfang der Saison 1956 den Spielbetrieb und da es in Ontario keine Teams mehr gab, übernahm die Liga 1957 ihren heutigen Namen. Mit der Gründung der St. Catharines Blue Jays 1986 kehrte die Liga nach Kanada zurück. Zu ihnen gesellten sich 1987 die Hamilton Redbirds und 1989 die Welland Pirates, aber alle drei Clubs waren bis 2000 wieder in die Vereinigten Staaten zurückgekehrt.
Die New York–Penn League war ursprünglich eine Class-D-Liga (die niedrigste Stufe der Minore League bis 1962). Die Liga war eine komplette Class-A-Liga von 1963 bis 1966 und wurde 1967 in eine Class-A-Liga mit Kurzsaison umgewandelt.